# Puntius brevis
Puntius brevis (Bleeker, 1849) è un pesce d'acqua dolce appartenente alla famiglia dei ciprinidi. 

## Distribuzione e habitat
È diffuso in Asia meridionale (fiumi Mekong e Chao Phraya, Giava, penisola di Malacca) dove frequenta acque ferme o poco mosse di canali, stagni, laghi ed altri ambienti ricchi di vegetazione acquatica.

## Descrizione
Ha un aspetto simile agli altri Puntius, compresso lateralmente ed abbastanza alto, con peduncolo caudale spesso. Ha un paio di barbigli. Sul peduncolo caudale è presente una macchia scura.
Raggiunge una dimensione massima di 12 cm. 

## Biologia

### Alimentazione
Si nutre di vermi, piccoli crostacei e zooplancton.

### Riproduzione
Si riproduce durante la stagione delle piogge nei terreni inondati.